# 227 (număr)
227 (două sute douăzeci și șapte) este numărul natural care urmează după 226 și precede pe 228 într-un șir crescător de numere naturale.

## În matematică
227:
- Este un număr impar.
- Este un număr deficient.[1][2]
- Este un număr prim.[3][4]
- Împreună cu numărul prim 229 formează o pereche de numere prime gemene,[5][6] fiind numărul cel mai mic din pereche.[7]
- Împreună cu numerele prime 229 și 233 formează un triplet de numere prime,[8] (p, p+2, p+6)[9] fiind numărul cel mai mic din triplet.[10]
- Este un număr prim aditiv.[11][12]
- Este un număr prim asigurat.[13][14]
- Este un număr prim bun.[15][16]
- Este un număr prim Eisenstein fără parte imaginară și partea reală de forma 3n − 1.[17]
- Este un număr prim Pillai.[18][19]
- Este un număr prim plat.[20][21]
- Este un număr prim Ramanujan.[22][23]
- Este un număr prim regulat.[24][25]
- Este un număr prim Stern.[26][27]
- Este un număr prim tare.[28][29]
- Sunt 227 de grafuri conexe diferite cu 8 muchii.[30]
- Sunt 227 de mulțimi independente independent set (graph theory)|independent sets]] într-un graf grilă 3 × 4.[31]

## În știință

### În astronomie
- Obiectul NGC 227 din New General Catalogue este o galaxie lenticulară cu o magnitudine 13,7 în constelația Balena.
- 227 Philosophia este un asteroid din centura principală.
- 227P/Catalina-LINEAR este o cometă periodică din sistemul nostru solar.